# Fox' wever
Fox' wever (Ploceus spekeoides) is een zangvogel uit de familie Ploceidae (wevers en verwanten).

## Verspreiding en leefgebied
Deze soort is endemisch in de moerassen van het oostelijke deel van Centraal-Oeganda.